# Socket 6
Il Socket 6 è il socket utilizzato esclusivamente per le ultime CPU Intel 80486. Il suo design derivava direttamente da quello del Socket 3 utilizzato per i 486 a 100 MHz ma incontrò scarso successo tra i produttori di motherboard in quanto spesso il "vecchio" Socket 3 era sufficiente al corretto funzionamento del sistema. Era in grado di accogliere CPU alimentate a una tensione continua di 3,3 V. Grazie a 235 pin di contatto e oltre ai 486 DX4 poteva supportare anche gli Intel Pentium OverDrive.
Venne abbandonato a favore del Socket 5 prima, e del Socket 7 poi, utilizzati entrambi per i nuovi processori Pentium.